# Ґнішево
Ґнішево (пол. Gniszewo, нім. Gnieschau) — село в Польщі, у гміні Тчев Тчевського повіту Поморського воєводства.
Населення — 306 осіб (2011).
У 1975-1998 роках село належало до Гданського воєводства.

## Демографія
Демографічна структура станом на 31 березня 2011 року:
|          | Загалом | Допрацездатний вік | Працездатний вік | Постпрацездатний вік |
| -------- | ------- | ------------------ | ---------------- | -------------------- |
| Чоловіки | 140     | 35                 | 96               | 9                    |
| Жінки    | 166     | 48                 | 99               | 19                   |
| Разом    | 306     | 83                 | 195              | 28                   |